# Tommaso D'Orsogna
Tommaso William D'Orsogna (Perth, 29 dicembre 1990) è un nuotatore australiano.
Specializzato nello stile libero ha vinto la medaglia di bronzo nella staffetta mista ai Giochi olimpici di Londra 2012.

## Palmarès
- Olimpiadi

Londra 2012: bronzo nella 4x100m misti.
- Mondiali

Roma 2009: bronzo nella 4x200m sl.
Barcellona 2013: argento nella 4x100 misti.
- Mondiali in vasca corta

Istanbul 2012: argento nei 100m sl e nella 4x200m sl e bronzo nella 4x100m sl e nella 4x100m misti.
Doha 2014: bronzo nei 100m farfalla.
Windsor 2016: argento nella 4x100m misti e bronzo nei 100m sl e nella 4x100m sl.
- Giochi PanPacifici

Gold Coast 2014: oro nella 4x100m sl e bronzo nella 4x100m misti.
- Giochi del Commonwealth

Delhi 2010: oro nella 4x100m sl.
Glasgow 2014: oro nella 4x100m sl, argento nella 4x100m misti e bronzo nei 100m sl.